# Tonalité
Pour les articles homonymes, voir Tonalité (homonymie).

Cercle des quintes donnant les armures des tonalités

En musique, le mot tonalité peut prendre deux significations. En un sens général, il est synonyme de l'expression système tonal, qui désigne « le langage musical prédominant dans le monde occidental aux XVIIIe et XIXe siècles ». Ce langage se caractérise notamment par des phénomènes d'attractions (en particulier autour d'un degré principal : la tonique) et des alternances tension-détente. En cela, il s'oppose au système modal, fondé sur des gammes diatoniques qui, la plupart ne comportant pas de sensible, ne présente pas les mêmes tensions-détentes ; une œuvre modale reste dans son mode, dont elle explore harmoniquement la couleur.
Dans son sens particulier, qui est l'objet de cette page, une tonalité est « une échelle majeure ou mineure utilisée dans une œuvre ».

## Origine du terme
Le mot tonalité est utilisé dès 1810 par Alexandre-Étienne Choron, dans son Dictionnaire historique des musiciens, à propos de « la tonalité des Grecs », de « la tonalité ecclésiastique » et de « la tonalité moderne ». Il est repris, en 1821, par Castil-Blaze, qui le définit comme la « propriété du mode musical qui existe dans l'emploi de ses cordes essentielles ». Enfin, en 1844, François-Joseph Fétis définit ce concept comme « la collection des rapports nécessaires, successifs ou simultanés, des sons de la gamme »,.

## Définition
La tonalité d'une œuvre (ou d'un mouvement, d'un passage donné) est le cadre général dans lequel elle se déploie (le « chemin principal » qu’elle va suivre), lequel s’appuie sur une gamme  diatonique particulière (do majeur, ré mineur…) constituée de sept notes ou degrés, dont le premier (la tonique) est le « centre de gravité » mélodique et harmonique. Pour enrichir le langage de la pièce, le compositeur peut procéder à des modulations (sortes d’« excursions harmoniques » à travers d’autres tonalités, en général voisines – voir ci-dessous), avant, le plus souvent, de revenir à la tonalité de départ.
Une tonalité est définie et désignée par deux éléments : le nom de sa tonique et son mode (majeur ou mineur) — on parlera, par exemple des tonalités de « sol majeur », de « fa♯ mineur », etc. La différence entre le mode majeur et le mode mineur repose sur la position des tons et des demi-tons dans la gamme. Le mot mode ayant aussi un sens plus général en musique, certains musicologues préfèrent ne pas l'utiliser dans le cadre du système tonal, et préconisent l'emploi des expressions « tonalité majeure » et « tonalité mineure », ou encore « gamme majeure » et « gamme mineure ».

## Tonalités relatives

Spirale des tonalités relatives

Sont dites relatives deux tonalités de toniques et de modes différents (l'une majeure, l'autre mineure), mais ayant pour point commun la même échelle diatonique, et donc la même armure.
Par exemple, la gamme de do majeur :
et sa gamme relative, la mineur (ici dans sa forme « naturelle ») :
La tonique de la gamme mineure (la, dans cet exemple) est toujours située une tierce mineure (intervalle d'un ton et demi) au-dessous de la tonique de sa relative majeure (ici, do) — cf. Armures et tonalités.

## Tonalités homonymes
Sont dites homonymes deux tonalités de modes différents, mais ayant la même tonique. Par exemple, do majeur a pour tonalité homonyme do mineur — et réciproquement.
Du point de vue des armures, la différence est toujours de trois altérations entre les deux tonalités. Par exemple, do majeur a une armure vierge, et do mineur, trois bémols à la clé — cf. Armures et tonalités.

## Tons voisins
Pour une tonalité donnée, on peut identifier cinq tonalités dites voisines :
- sa relative ;
- la tonalité, transposée d'une quinte juste ascendante, du même mode que la tonalité principale,
- ainsi que sa relative ;
- la tonalité transposée d'une quinte juste descendante, dans le même mode que la tonalité principale,
- ainsi que sa relative.

Une méthode simple, utilisant le cercle des quintes, pour trouver les tons voisins est de prendre, à partir d'une tonalité donnée, celles dont l'armure possède une altération (dièse ou bémol) en plus et une altération en moins — ainsi que leurs trois relatives.
Par exemple, ré majeur (2 dièses à la clef) a pour ton voisins : sa relative, si mineur ; la transposition à la quinte juste ascendante, la majeur (3 dièses à la clef) et sa relative, fa  mineur ; la transposition à la quinte juste descendante, sol majeur (1 dièse à la clef) et sa relative, mi mineur.

## Notation: armure
L'armure est l'ensemble des dièses ou des bémols réunis au début de chaque portée, juste après la clé. Elle caractérise la tonalité en indiquant les altérations constantes, et a pour fonction de transposer l'échelle diatonique naturelle.
- Gamme de si majeur, avec son armure caractéristique (cinq dièses) :

- Dès le XVe siècle, le compositeur prend l'habitude de rassembler à la clé toutes les altérations constitutives de chaque nouvelle tonalité, afin d'éviter de surcharger la partition : c'est ainsi qu'est née l'armure.
- La notion de tonalité principale apparaît : il s'agit de la tonalité qui débute et termine un morceau, celle qui correspond à l'armure. Les autres tonalités, traversées plus ou moins brièvement — grâce aux modulations — sont appelées tonalités secondaires.
  - Lorsque la modulation est brève — modulation passagère : quelques notes à quelques mesures —, ses différences avec la tonalité principale sont indiquées par des accidents : dièses, bémols ou bécarres « accidentels ».
  - Lorsque la modulation est très longue — plusieurs phrases —, on change parfois l'armure.

## Liste des tonalités
| Armure | Tonalités relatives | Tonalités relatives | Sensible |
| --- | ------------------- | ------------------- | -------- |
| {\key cis\major\override Staff.TimeSignature.stencil=##f \skip 1}\layout {indent = #0 line-width = #26 ragged-last = ##f} | Do♯ majeur          | La♯ mineur          | Sol      |
| {\key fis\major\override Staff.TimeSignature.stencil=##f \skip 1}\layout {indent = #0 line-width = #26 ragged-last = ##f} | Fa♯ majeur          | Ré♯ mineur          | Do       |
| {\key b\major\override Staff.TimeSignature.stencil=##f \skip 1}\layout {indent = #0 line-width = #26 ragged-last = ##f}   | Si majeur           | Sol♯ mineur         | Fa       |
| {\key e\major\override Staff.TimeSignature.stencil=##f \skip 1}\layout {indent = #0 line-width = #26 ragged-last = ##f}   | Mi majeur           | Do♯ mineur          | Si       |
| {\key a\major\override Staff.TimeSignature.stencil=##f \skip 1}\layout {indent = #0 line-width = #26 ragged-last = ##f}   | La majeur           | Fa♯ mineur          | Mi       |
| {\key d\major\override Staff.TimeSignature.stencil=##f \skip 1}\layout {indent = #0 line-width = #26 ragged-last = ##f}   | Ré majeur           | Si mineur           | La       |
| {\key g\major\override Staff.TimeSignature.stencil=##f \skip 1}\layout {indent = #0 line-width = #26 ragged-last = ##f}   | Sol majeur          | Mi mineur           | Ré       |
| {\key c\major\override Staff.TimeSignature.stencil=##f \skip 1}\layout {indent = #0 line-width = #26 ragged-last = ##f}   | Do majeur           | La mineur           | Sol      |
| {\key f\major\override Staff.TimeSignature.stencil=##f \skip 1}\layout {indent = #0 line-width = #26 ragged-last = ##f}   | Fa majeur           | Ré mineur           | Do       |
| {\key bes\major\override Staff.TimeSignature.stencil=##f \skip 1}\layout {indent = #0 line-width = #26 ragged-last = ##f} | Si♭ majeur          | Sol mineur          | Fa       |
| {\key ees\major\override Staff.TimeSignature.stencil=##f \skip 1}\layout {indent = #0 line-width = #26 ragged-last = ##f} | Mi♭ majeur          | Do mineur           | Si       |
| {\key aes\major\override Staff.TimeSignature.stencil=##f \skip 1}\layout {indent = #0 line-width = #26 ragged-last = ##f} | La♭ majeur          | Fa mineur           | Mi       |
| {\key des\major\override Staff.TimeSignature.stencil=##f \skip 1}\layout {indent = #0 line-width = #26 ragged-last = ##f} | Ré♭ majeur          | Si♭ mineur          | La       |
| {\key ges\major\override Staff.TimeSignature.stencil=##f \skip 1}\layout {indent = #0 line-width = #26 ragged-last = ##f} | Sol♭ majeur         | Mi♭ mineur          | Ré       |
| {\key ces\major\override Staff.TimeSignature.stencil=##f \skip 1}\layout {indent = #0 line-width = #26 ragged-last = ##f} | Do♭ majeur          | La♭ mineur          | Sol      |

## Identification de la tonalité
Il est généralement possible d'identifier une tonalité (c'est-à-dire de trouver la tonique et le mode d'un morceau donné) à partir de l'armure, en procédant en trois étapes : rechercher la tonique de la tonalité majeure correspondante ; en déduire la tonalité mineure relative ; et, enfin, déterminer laquelle des deux tonalités est bien celle du morceau.

### Recherche de la tonique de la tonalité majeure
Cette tonique majeure doit être trouvée à partir de l'armure du morceau. Trois cas peuvent se présenter :
1. Lorsque l'armure ne contient ni dièses ni bémols, il s'agit de la tonalité de do majeur.
2. Lorsque l'armure ne contient que des dièses, le dernier (le plus à droite, donc) est toujours la sensible de la tonalité majeure. La tonique se trouve donc une seconde mineure au-dessus de ce dernier dièse.
Exemple : deux dièses à la clé (fa  et do ) ; le dernier dièse (do ) est la sensible de la tonalité de ré majeur ;
3. Lorsque l'armure ne contient que des bémols, le dernier est toujours la sous-dominante de la tonalité majeure. Par conséquent, la tonique se trouve une quarte juste en dessous de ce dernier bémol (soit à la place de l'avant dernier bémol ; en effet, les bémols se succèdent à la clé par quartes justes ascendantes). N.B. : dans le cas particulier où l'armure ne compte qu'un seul bémol (et donc pas d'« avant-dernier » bémol), celui-ci (si ) n'en demeure pas moins la sous-dominante de la tonalité recherchée, et la tonique se trouve toujours une quarte juste en dessous : fa.
Exemple : trois bémols à la clé (si , mi  et la ) ; le dernier bémol (la ) est la sous-dominante de la tonalité de mi  majeur — dont la tonique, mi , correspond bien à l'avant-dernier bémol.

La méthode indiquée ci-dessus est celle enseignée dans les conservatoires. Elle présente toutefois certains inconvénients :
- elle n'insiste pas assez sur la notion de transposition, qui fonde le système ;
- elle donne, pour les armures avec dièses et pour celles avec bémols, deux règles sans lien apparent ;
- elle est relativement difficile à mémoriser, notamment parce qu'il n'est pas facile de la justifier ;
- elle rend malcommode l'opération inverse : passer du nom d'une tonalité majeure à la détermination de son armure.

On pourra donc lui préférer la méthode alternative suivante, qui convient bien aux jeunes musiciens qui ont des difficultés de mémorisation ou qui possèdent une bonne mémoire visuelle (surtout s'ils disposent d'un piano) ; elle est basée sur l'utilisation de l'image suivante qui représente une partie du clavier d'un piano :
- on convient de considérer les bémols comme des dièses « négatifs » ; on représente donc le nombre d'altérations de l'armure par un nombre N, auquel on affecte le signe moins s'il s'agit de bémols (par exemple, N vaut {\displaystyle -3} pour une armure à 3 bémols, et vaut {\displaystyle 4} pour une armure à 4 dièses) ;
- si ce nombre N est nul ou pair, on regarde dans l'image ci-dessus où est écrit ce nombre en bleu ;
- si ce nombre N est impair, on regarde dans l'image ci-dessus où est écrit ce nombre en rouge.

La note du clavier qui correspond à l'emplacement du nombre N ainsi trouvé indique immédiatement la tonalité majeure correspondante. Ainsi, on voit que :
- les nombres -6, -4, -2, 0, 2, 4, 6 correspondent respectivement aux tonalités majeures de sol , la , si , do, ré, mi, fa  ;
- les nombres -7, -5, -3, -1, 1, 3, 5, 7 correspondent respectivement aux tonalités majeures de do , ré , mi , fa, sol, la, si et do .

En réalité, les deux méthodes sont complémentaires. La méthode traditionnelle permet d'expliquer la succession des dièses et des bémols (fa do sol ré la mi si — si mi la ré sol do fa) si on prend la peine de montrer sur le clavier chaque altération au niveau des gammes en montant ou en descendant d'une quinte. La méthode alternative permet de mieux mémoriser les changements d'armure en montant ou en descendant d'un ton.
Remarques :
- On notera que chacune des deux successions de notes écrites ci-dessus (sol , la , si , do, ré, mi, fa  d'une part, et do , ré , mi , fa, sol, la, si et do  d'autre part) forme une succession d'intervalles de seconde majeure.
- Ce constat évite de commettre une erreur par confusion enharmonique qui consisterait par exemple à dire que la tonalité majeure dont l'armure présente six dièses à la clé est la tonalité de sol  majeur !
- Les nombres écrits en noir dans l'image ci-dessus (au-dessus du clavier) se succèdent de 1 en 1 avec pour origine (place du zéro) un do ; les nombres écrits en bleu sont placés exactement en dessous des nombres en noir qui leur sont égaux, tandis que les nombres écrits en rouge sont décalés de six graduations par rapport aux nombres en noir qui leur sont égaux.
- Autrement dit, l'origine (la position du zéro) des nombres écrits en bleu dans l'image ci-dessus est située sur un des do du clavier tandis que l'origine (zéro) des nombres écrits en rouge correspond à une touche fa  / sol  qui est située exactement à égale distance de deux do successifs. Cette remarque permet, si l'on n'a plus la figure sous les yeux, de la reconstituer facilement de mémoire.
- Les théoriciens de la musique expliquent facilement tout ceci : il leur suffit de remarquer que quand on passe d'une tonalité donnée à celle située à la quinte supérieure, l'armure augmente d'un dièse (ou diminue d'un bémol) et que si l'on répète l'opération deux fois (deux quintes successives), on gagne deux dièses (ou l'on perd deux bémols) ; or, un intervalle formé de deux quintes est équivalent, à l'octave près, à une seconde majeure.
- Comme il a été annoncé, il est très facile d'utiliser les règles ci-dessus pour passer du nom d'une tonalité majeure à la détermination de l'armure qui lui correspond. Il faudra seulement veiller à ne pas commettre d'erreur par enharmonie…

### Déduction de la tonalité mineure relative
La tonique de la tonalité mineure relative est toujours située « une tierce mineure au-dessous de la tonique de la tonalité majeure ». Il suffit donc de soustraire cet intervalle à la tonique majeure initiale.
- Exemples.
  - Armure vierge : do majeur et la mineur.
  - Armure avec trois dièses : la majeur et fa  mineur.
  - Armure avec cinq bémols : ré  majeur et si  mineur.

### Détermination de la tonalité du morceau
Une fois les deux tonalités relatives trouvées, il ne reste qu'à déterminer laquelle des deux est celle du morceau en question.
- Lorsque la pièce est harmonisée, il suffit de trouver l'accord principal — l'accord de tonique —, qui se trouve à la fin du morceau. N.B. : il arrive que le morceau se termine non sur l'accord de tonique, mais sur celui de dominante.
- Lorsque la pièce n'est pas harmonisée — donc, lorsqu'il n'y a qu'une mélodie —, la recherche de la tonique est un peu moins facile, mais ne pose généralement pas de grandes difficultés : le morceau se termine généralement par l'une des trois notes de l'accord parfait de tonique — et plus précisément, par la tonique elle-même, dans la plupart des cas.
- En cas d'hésitation, il faut vérifier la présence éventuelle de la sensible du mode mineur, toujours accidentelle, ainsi que de l'accord de dominante auquel elle appartient (par exemple, avec trois dièses à la clé, la gamme mineure serait fa ♯ mineure : sa sensible, accidentelle sera mi ♯, et l'accord de dominante correspondant, do ♯ majeur).
- Il arrive parfois qu'un morceau ait les deux tonalités homonymes. Exemple : si La Marseillaise est en sol majeur, la dernière phrase du couplet est en sol mineur (ce qui accentue la charge émotionnelle au moment d'attaquer le refrain). Dans ce chant, comme le passage est court, le changement d'armure ne s'impose pas et l'altération si bémol apparaît accidentellement, mais pas celle de la sensible fa dièse figure déjà à la clé.
- Il arrive aussi qu'un morceau soit dans une tonalité majeure, puis, au cours d'un développement, dans sa relative mineure. L'adagio cantabile de la sonate « pathétique » de Beethoven en est un exemple (la tonalité homonyme mineure apparaît également dans la suite de l’œuvre). Les compositions classiques présentent souvent beaucoup de modulations.
- À noter qu'une mélodie en majeur peut être retranscrite dans la tonalité mineure homonyme. Comme expliqué plus haut l'armure est alors différente, avec trois altérations en plus ou en moins par rapport à la tonalité majeure. Par exemple, pour passer de sol majeur à sol mineur, le fa dièse est bécarrisé, et le si et le mi sont bémolisés.
- Dans une tonalité mineure, les deux septièmes degrés sont possibles : la sensible, accidentelle, toujours notée (suivant les cas avec un bécarre, un dièse ou un double dièse) et la sous-tonique, conforme à l'armure.

## Instruments transpositeurs
Tous les instruments ne sont pas « accordés » sur la même note de référence. La flûte, le violon ou le piano sont dits « en ut », car lorsqu'on joue un do figurant sur la partition, on entend effectivement un do. En revanche, en lisant le même do sur la partition, la trompette « en si bémol » fait entendre un si bémol, le cor « en fa » fait entendre un fa : ces instruments sont dis « transpositeurs ». Dans ce cas, le mot tonalité désigne la note de référence de ces instruments.
Connaître la tonalité d'un instrument est très important, car cela permet de transposer ou de transcrire des partitions, écrites pour instruments en ut, pour des instruments transpositeurs. 
Exemple : considérons une partition (de tonalité quelconque) écrite pour instruments en ut (violon, flûte…) que l'on souhaite adapter pour une trompette en si  et un saxophone en mi . Lorsque la trompette jouera un do, on entendra un si  : elle transpose donc d'un ton vers le bas ; par conséquent, sa partition, pour compenser, sera transposée d'un ton vers le haut. De la même façon, il conviendra, pour le saxophone, de baisser la partition d'un ton et demi : en effet, celui-ci faisant entendre un mi  au lieu du do écrit, il transpose d'une tierce mineure vers le haut. Il faudra, en outre, placer à la clé l'armure du ton dans lequel on transpose et être attentif aux altérations accidentelles.
Quelques instruments et leur tonalité :
- ut : orgue, piano, instruments à cordes, flûtes et piccolo, hautbois, basson, trompette en ut, trombones, tuba, tuba basse ;
- ré bémol : anciens piccolos ;
- ré : trompette en ré, tin whistle (flûte à bec irlandaise) ;
- mi bémol : saxophones alto et baryton, petit bugle, cor en mi bémol, saxhorn alto, petite clarinette, saxhorn basse, tuba en mi bémol;
- fa : cor, une partie des flûtes à bec, cor anglais, cor de basset, tuba en fa ;
- sol : trompette et flûte en sol ;
- la : hautbois d'amour, clarinette ou trompette en la ;
- si bémol : saxophones soprano et ténor, tuba (euphonium et baryton), trompette en si bémol, bugle, clarinette, saxhorn basse (bombardon).